# Arnbergs korsettfabrik
Arnbergs korsettfabrik är en musikalisk fars som spelades på Fredriksdalsteatern i Helsingborg år 2000. Pjäsen är baserad på en tysk förlaga av Franz Arnold och Ernst Bach. Pjäsen har även spelats under namnen Oskulden från Mölle och AB Dun och Bolster.
Pjäsen handlar om att fru Arnberg vill gifta bort sin son (Linus Wahlgren) med sin kamrer Magda Munter (Eva Rydberg). Men han är kär i Vendela Sandrew (Mia Poppe) från Stockholm. Så fru Betty Arnberg (Ewa Roos) hittar på att Magda tidigare varit tillsammans med världstjärnan Frank Sinatra (Niclas Wahlgren). Det uppstår dock problem när Frank Sinatra gör folkparksturné i Sverige, med ett extra stopp i Höganäs.
Innan föreställningen den 28 juni hade den populäre förre teaterchefen Nils Poppe avlidit, 92 år gammal. Mia Poppe hade suttit vid faderns sida när han gick bort vid 16-tiden, men genomförde ändå föreställningen senare på kvällen. När föreställningen var slut meddelade Eva Rydberg för publiken att Poppe hade gått bort, varefter det kom ett samfällt ”Nej” från salongen. Tillsammans höll skådespelarensemblen och publiken därefter en tyst minut.

## Not
1. ↑  Nils Poppe död, Aftonbladet, torsdagen den 29 juli 2000.